# Гіпнеротомахія Поліфіла
Гіпнеротомахія Поліфіла (лат. Poliphili Hypnerotomachia, ubi humana omnia non nisi somnium esse docet, atque obiter plurima scitu sane quam digna commemorat, — «Любовні боріння уві сні Поліфіла, в якому показується, що всі справи людські є не що інше як сон, а також згадуються багато інших, вельми гідні знання предмети») — герметичний роман епохи Відродження, вперше виданий Мануцїєм Альдом в 1499 році, перший художній твір сучасного автора та єдине ілюстроване видання, віддруковане друкарнею Альда. Роман написаний макаронічною сумішшю італійського та латинської мов і вимагає від читача великої ерудиції, оскільки більшість власних імен та топонімів має грецьке походження. Текст супроводжувався численними ілюстраціями в техніці ксилографії, у виданні 1499 року їх були 172; в наступних виданнях XVI століття число ілюстрацій збільшувалася. Авторство тексту і малюнків точно не встановлено, оригінал вийшов без його вказівки. Можливо, роман написав домініканський монах Франческо Колона, але існують й інші версії, зокрема Леон-Баттіста Альберті (в романі важлива архітектурна складова), Лоренцо Медічі й інші. Сюжет переважно пов'язаний з антикварними та містичними інтересами італійського Ренесансу. Альдинське перевидання було в 1545 році, протягом XVI століття були опубліковані трохи скорочений французький (1546) і неповний англійський переклади (1592). Французький переклад залишався основним протягом трьох століть; нові французькі переклади видавалися і в XIX столітті аж до виходу сучасної версії в 1883 році. Знову роман здобув популярність в середовищі дослідників XX століття, в 1968 році вийшло сучасне наукове видання в Падуї з перекладом італійською мовою; до 500-річчя виходу першого видання (1999) побачили світ коментовані переклади англійською та іспанською мовами; станом на 2016 рік роман цілком переведений нідерландською та німецькими мовами й частково польською.

## Основний сюжет
Роман включає 38 глав, розділених на дві книги (перша: глави 1-24; друга: глави 25-38). Композиційно сюжет задає мотив сну, який забезпечує сюжетну динаміку, а також виправдовує багатосторінкові відступи, які не мають прямого відношення до фабули.

### Вступ
Текст роману має п'ять передмов. Перша — лист Урбінського герцогу Гвідобальдо де Монтефельтро від Леонардо Красса з Верони, на кошти якого, як вважається, була видана книга. Після цього йде вірш за підписом Джамбаттісти Скити — знайомого Альда Мануція; який змістовно вихваляє заслуги Леонардо.

### Книга перша

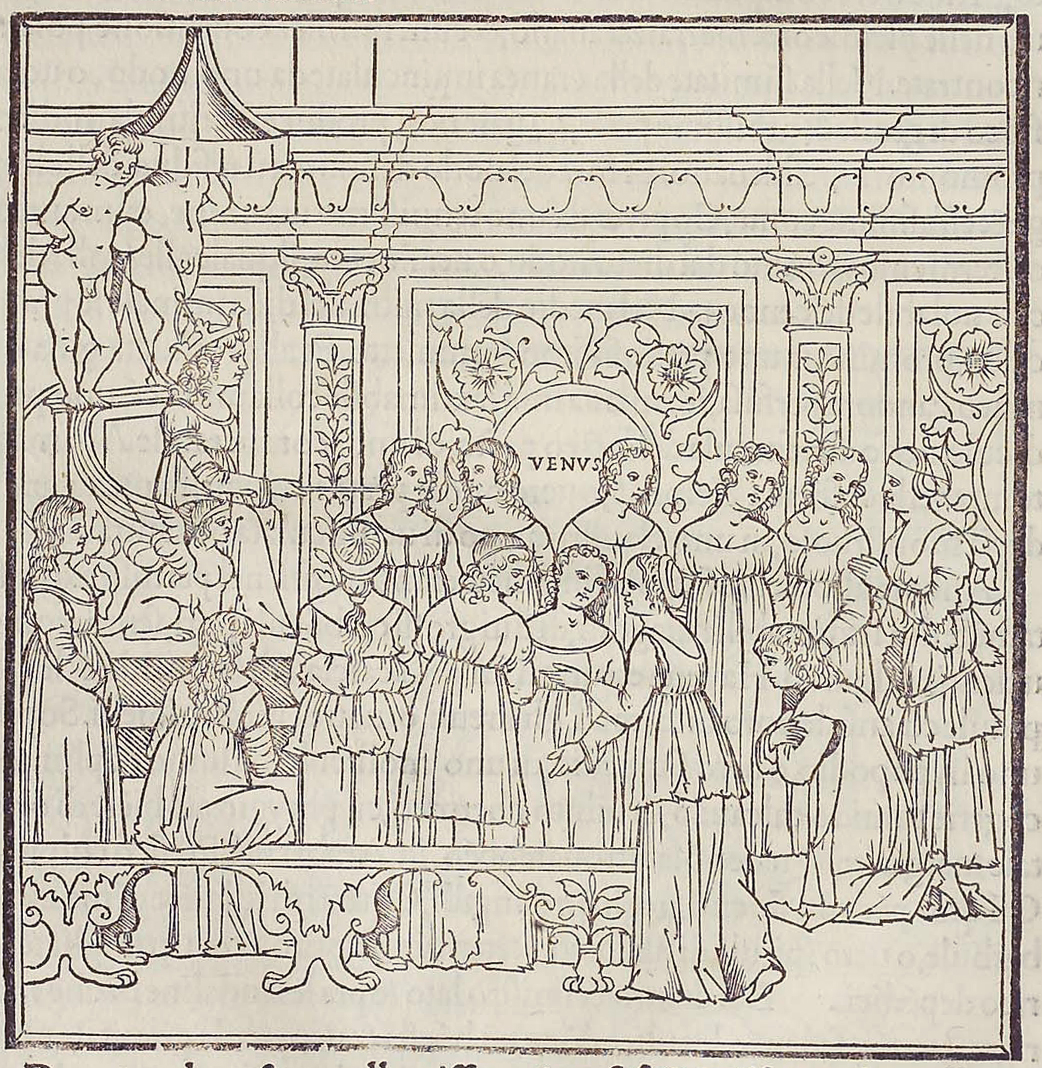
Поліфіл при дворі королеви Елевтеріліди. Ілюстрація до першого видання

Поліфіл, страждаючи від розлуки з коханою Полією, засинає. Опинившись на широкій рівнині, він віжправляється в дорогу і довго блукає по Герцинському лісі, звідки його виводить тільки молитва Юпітеру. Страждаючи від спраги, він шукає джерело, від якого його відволікає солодкий спів, який кожного разу лунає з іншого місця. Втративши сили в пошуках джерела музики, Поліфіл знову засинає — в своєму сні — у тіні дуба. У новому сні він спостерігає ступінчасту піраміду з обеліском, присвячену Вищому Сонцю. У цьому місці він бачить різні символічні фігури — коня, бронзові колоси, слона з обеліском на спині, який досягає самого сонця. В основі піраміди є прохід; орнамент, який прикрашає його, доводить до кінця порталу, де темрява. Поліфіл не зважився йти туди та повернутися, але зворотний шлях йому затулив дракон. Порятунок від нього знайшлося в темних хащах лісу, за якими відкрилася чудова обитель п'яти німф, названих іменами п'яти почуттів людини. Німфи проводили Поліфіла до прекрасної королеви Елевтеріліди (Вільна Воля). У королівському палаці герой споглядає сади, розписні палати, трон королеви, прикраси та вбрання німф, пишність бенкету й оздоблення столу. Королева передала Поліфіла в руки своїх служниць — Логістики (Розум) та Телемії (Бажання), які приводять його до золотої піраміді. У піраміди три портали, за якими відкриваються три способи життя — царство неба, любові та мирської слави; Поліфіл обирає шлях любові. За порталом протагоніста зустрічає прекрасна німфа, в якій він впізнає кохану Полію, але навколишнє оточення та її одяг породжують сумніви в його душі — настільки вона прекрасна. Німфа провела Поліфіла до храму Венери, показавши на шляху до нього колісниці із зображенням тріумфу любові; тільки в храмі вона відкривається герою — це дійсно його кохана. Після ритуалів, які поєднують закоханих, вони куштують плоди Венери і відпливають на острів Кітера. Далі протягом чотирьох глав Поліфіл описує острів і бере участь в процесії, присвяченій Купідону. По центрк Кітера — джерело Венери, біля якого відбувається містичне одруження закоханих. Наприкінці першої книги німфа Поліормена (Шанобливість) просить Поліфіла розповісти історію життя Поліі.

### Книга друга

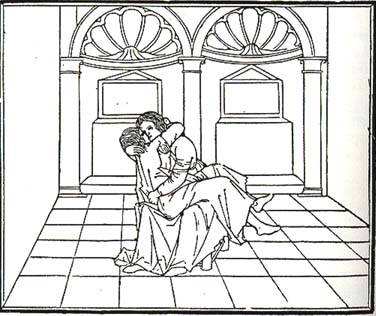
Полія цілує Поліфіла, повертаючи його до життя. Ілюстрація до роману

Друга книга розпочинається оповіддю Поліі про заснування її предками міста Тревізо, яка складалася зі складного міфу. Далі вона повідомляє, що її тіло вразила чума, яка змусила звернутися за допомогою до богині Діани. За зцілення Полія обіцяла богині свою доброчесність та релігійну прихильність й відкинула любов Поліфіла, чим сильно поранила його. Боячись, що він зашкодить собі, Полія бігла в гущавину, де стала свідком покарання Купідоном двох дівчат за опір силі любові. Служниця пояснила Поліі значення цього бачення і наставляла її не противитися любові. Повернувшись в храм Діани, Полія застає Полифила при смерті і повертає його до життя поцілунком, приймаючи його любов. Відтепер герої служать Венері. Далі Поліфіл розповідає зі свого боку історію їхньої зустрічі. Після розповіді він бажає скріпити свій союз з Полією поцілунком, але в ту ж мить вона зникає. Герой прокидається, коли перші промені сонця порушують його спокій. В останній, 38-й главі згадується й єдина дата в тексті роману — «календи травня року 1467»(лат. M.CCCC.LXVII. Kalendis Maii), коли відбувався сон і пробудження головного героя. Завершується роман епітафією Поліі.

## Назва. Жанрова приналежність
Назва книги, складене з грецьких слів, складне для перекладу. Перше слово — дав.-гр. Ὑπνερωτομαχία — складається з ὕπνος «сон», ἔρως «кохання» и μάχη «боротьба», які найчастіше перекладається як «любовна боротьба уві сні». Ім'я головного героя — Πολύφιλος — може бути перевекладене як «люблячий Полію» (головну героїню роману), але одночасно і як «люблячий багатьох». Складна для сприйняття й назва, яка створена за аналогією з «Батрахоміомахією», вже сучасникам здавалося самоцінним і загадковим, тому книгу часто іменували й називають — в тому числі в російськомовній традиції — транслітерацією «Гіпнеротомахія Поліфіла». У наступних виданнях ця назва спрощувалося і перетлумачується; найбільш поширеним став варіант французького перекладача де Левонкура «Сон Поліфіла» (фр. Songe de Poliphile).
Жанрову приналежність роману визначити також надзвичайно складно: в першу чергу він сприймається як алегоричний, а не художній твір. Класичну (за визначенням Ю. Патроннікової) характеристику роману в XX столітті дав Бруно Нардіні: «Сон Поліфіла» — «археологічно-міфологічний роман», народжений в «лихоманці захоплення археологією й Античністю, які в Італії, а зокрема у Венеції, поклали початок відкриттів кодексів, написів, скульптур та пам'яток архітектури». Зустрічається також визначення «роман-трактат» або енциклопедичний твір.

### Тлумачення сюжету

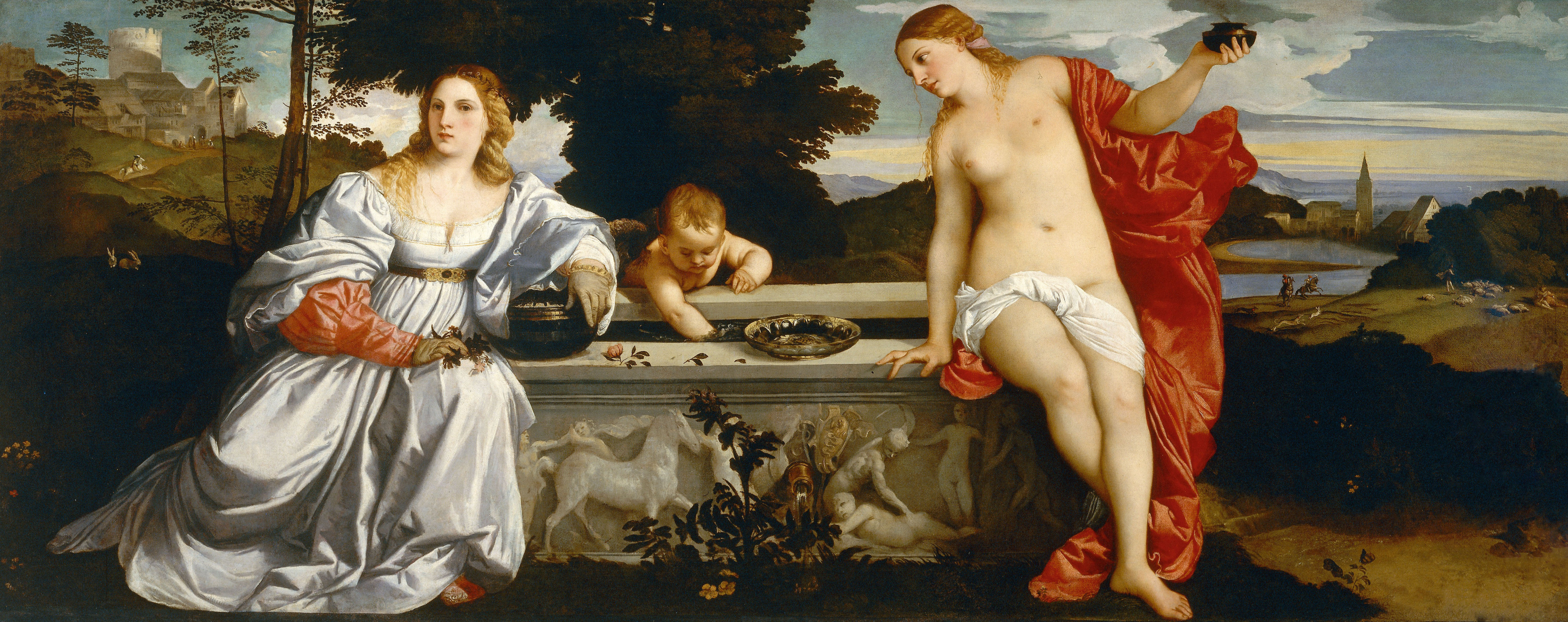
Тіціан. Любов небесна та Любов земна. За однією з версій, сюжет картини заснований на «Гіпнеротомахії Поліфіла»

Перші дослідники роману в XVIII столітті навіть розглядали його як практичний посібник з архітектури, ґрунтуючись на численних проектах і математичних розрахунках, розкиданих по тексту. У цьому ж контексті розглядалися твори Лудовіко Аріосто і Торквато Тассо; але в 1785 році Франческо Міліція піддав такий підхід гострій критиці і заявив, що «Гіпнеротомахія» не призначена для читання. У XIX столітті найчастіше текст піддавався аллегорико-дидактичного тлумаченню. Так, історик і літературознавець Виченцо Маркезе в 1854 році витлумачив «Сон Поліфіла» з точки зору моральних смислів. П'ять німф прямо названі п'ятьма почуттями тіла, вони є слугами людської душі, що роблять доступними їй чуттєві об'єкти. Королева Елевтеріда уособлює свободу волі, яка управляє і тілом, і чуттєвою пристрастю. Герцинський ліс є символом першого входження людини в життя, а звуки музики, які відволікли Поліфіла від джерела води, виявляють його бажання втамувати спрагу розуму в джерелі Істини. Цю лінію продовжив у своїй книзі 1890 року Нікколо Матера, який також витлумачив складний і вигадливий сюжет як «правильні положення моральної філософії в суєті життя і мирських задоволень». Роман розглядався в одному ряду середньовічних і ренесансних творів, які висловлювали предмет моралі у формі алегорії: «Маленький скарб» Брунетто Латини, «Тріумфи» Петрарки, «Любовне видіння» Боккаччо, «Фімеродія» Якопо дель Пекора і «Четвероцарств'я» Федеріко Фрецці (1345-1416). У XX столітті цю точку зору поділяв Л. Бенедетто (1910), який розглядав сюжет роману як «поступове сходження до якоїсь щасливої області, яка розташовується між небом і землею, до любові, в якій одночасно є щось від людини і божества». Арнальдо Брускі назвав подорож Поліфіла «процесом ініціації за допомогою емоційних і психологічних змін».

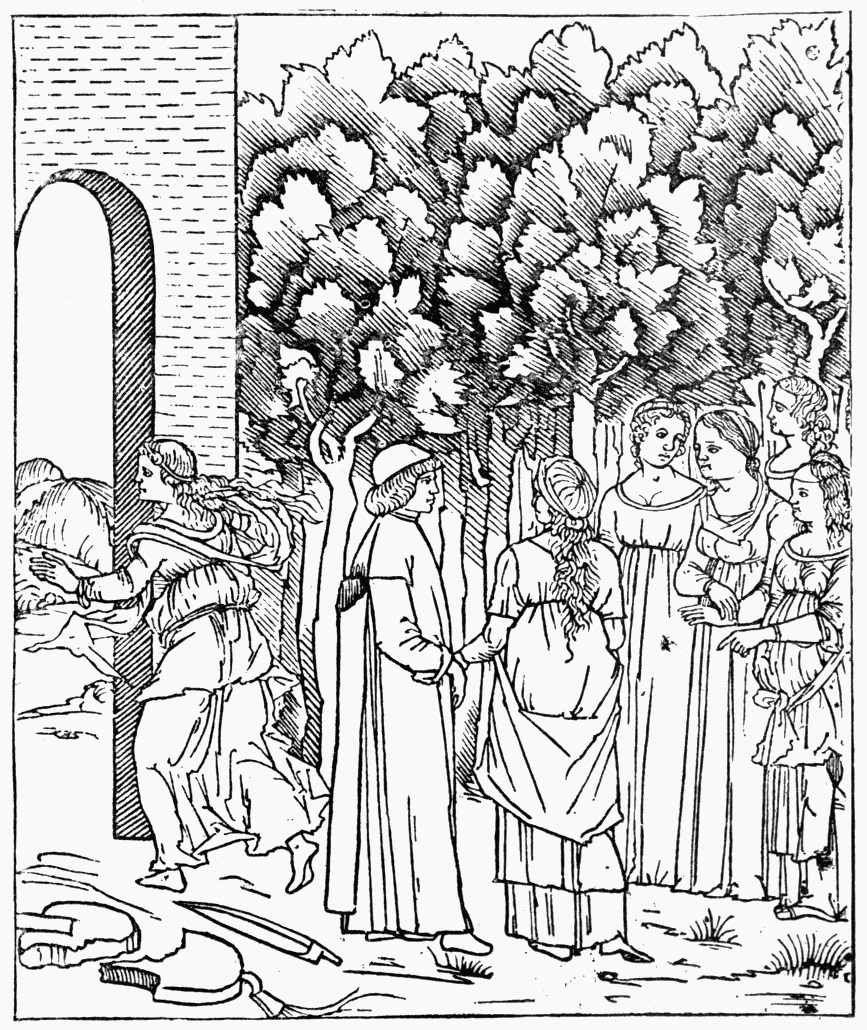
Поліфіл і німфи. Логістика спрямовується в арку. Ілюстрація з книги

Іншу традицію прочитання тексту «Гіпнеротомахіі» — дешифрування — запропонував редактор французького перекладу 1600 року відомий письменник і алхімік Франсуа Бероальд де Вервіль. Він оголосив, що автор «Поліфіла», відомий під ім'ям Франческо Колона, був справжній філософ, тобто алхімік, який навмисно ввів читачів в оману, бо вони ніколи не зможуть відшукати суті за глибокої символічної гри образів. Послідовно алхімічну і герметичну інтерпретацію «Сну Поліфіла» запропонувала в 1950 році Лінда Фірс-Девід; її монографія була методично побудована як алхімічний коментар до тексту роману й декілька разів перевидавалася. Головним завданням дослідниці було пояснення непослідовності сюжетної лінії, ускладненої метафоричними відступами в оповіданні героя, в умовах, коли сюжет ускладнений декількома рівнями сну. Алхімічна традиція передбачала трансформацію, «переродження» неживої фізичної матерії в духовну сутність. Ідея субстанціональної зміни і виходу на новий рівень буття, по Фірс-Девід, в романі знайшла відображення в двох аспектах. По-перше, в «Гіпнеротомахіі» мова йде про трансмутації духу, духовному сходженні героя. По-друге, фігуративність та надмірне ускладнення мови досягли в XV столітті широкої поширеності у вченому середовищі. З точки зору Л. Фірс-Девід, в епоху написання «Сну Поліфіла» заняття алхімією та астрологією і витончені міркування про душу свідчили, як мінімум, про статус освіченої людини.
Бенедетто Кроче в 1952 році провів літературознавче дослідження тексту «Сну Поліфіла» й порівнював його автора (яким вважав Ф. Колону) з Леопарді. Кроче прагнув показати розрив між прозовим викладом і поетичним поданням, якого, на його думку, не вистачало в «Сні Поліфіла». Кроче розглядав роман як «ідеальну маніфестацію епохи Ренесансу, торжествуючу завдяки своїй естетиці», і визначав його як «епітафічний гуманістичний роман», слава якого нерозривно пов'язана з публікацією в друкарні Альда Мануція.

## Проблема авторства

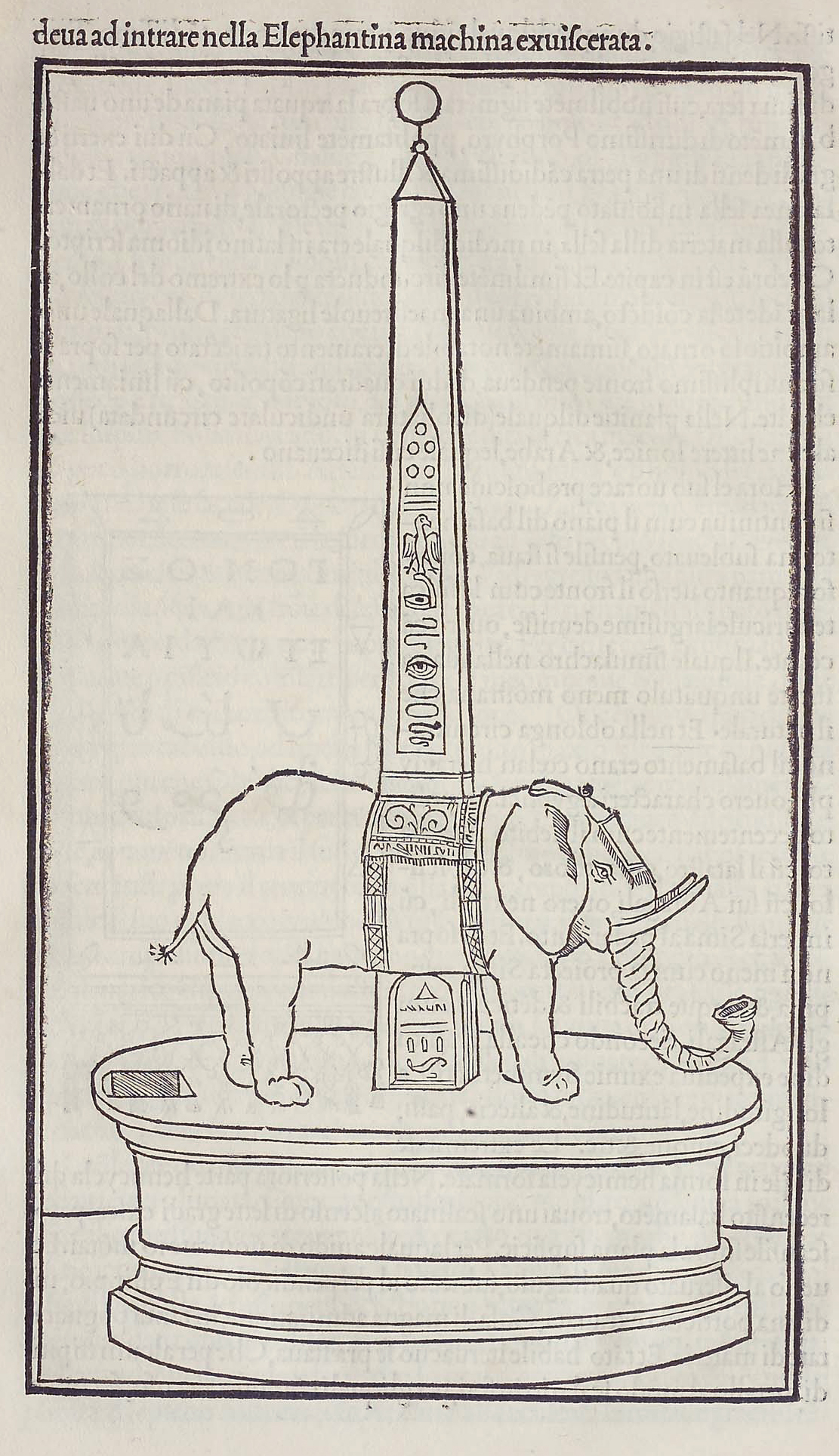
Обеліск зі слоном. Ілюстрація з книги

Книга була видана анонімно, в передмовах і в судженнях сучасників автором іменується сам Поліфіл, від імені якого ведеться значна частина розповіді.
Анонімність видання відразу ж породила безліч здогадок і припущень щодо авторства, визначивши на довгий час напрямки теоретичного дослідження роману. Серйозною підставою для доказу авторства вважається анаграма, яку утворюють буквиці кожного розділу: «POLIAM FRATER FRANCISCVS COLVMNA PERAMAVIT», що можна перекласти як «Полію брат Франческо Колона пристрасно кохав». В італійській традиції акростихи були відомі: Боккаччо в «Любовному маренні» за допомогою початкових букв терцин поеми сформував три вірша, які прославляють його кохану, Фьямметту. Однак Дж. Пазетті стверджував, що акростихи й анаграми ніколи не використовувалися в епоху Ренесансу для приховування смислів, а навпаки, — щоб підкреслити основний задум роботи.
У 1720-ті роки поширилася версія, що драматург Апостоло Дзено виявив у другому виданні роману 1545 року наведену напис:
|  | Знову ж правильним ім'ям є Франческо Колона венецієць, який був за званням проповідником і був дуже сильно закоханий в якусь Іполиту з Тревізо, змінивши ім'я, назвав її Полією, якій, як видно, присвятив роботу; глави книг вказують на це першими літерами кожного розділу запитали, отож, з'єднавши їх разом, [вони нам] вказують: Полію брат Франческо Колумна пристрасно кохав |

.

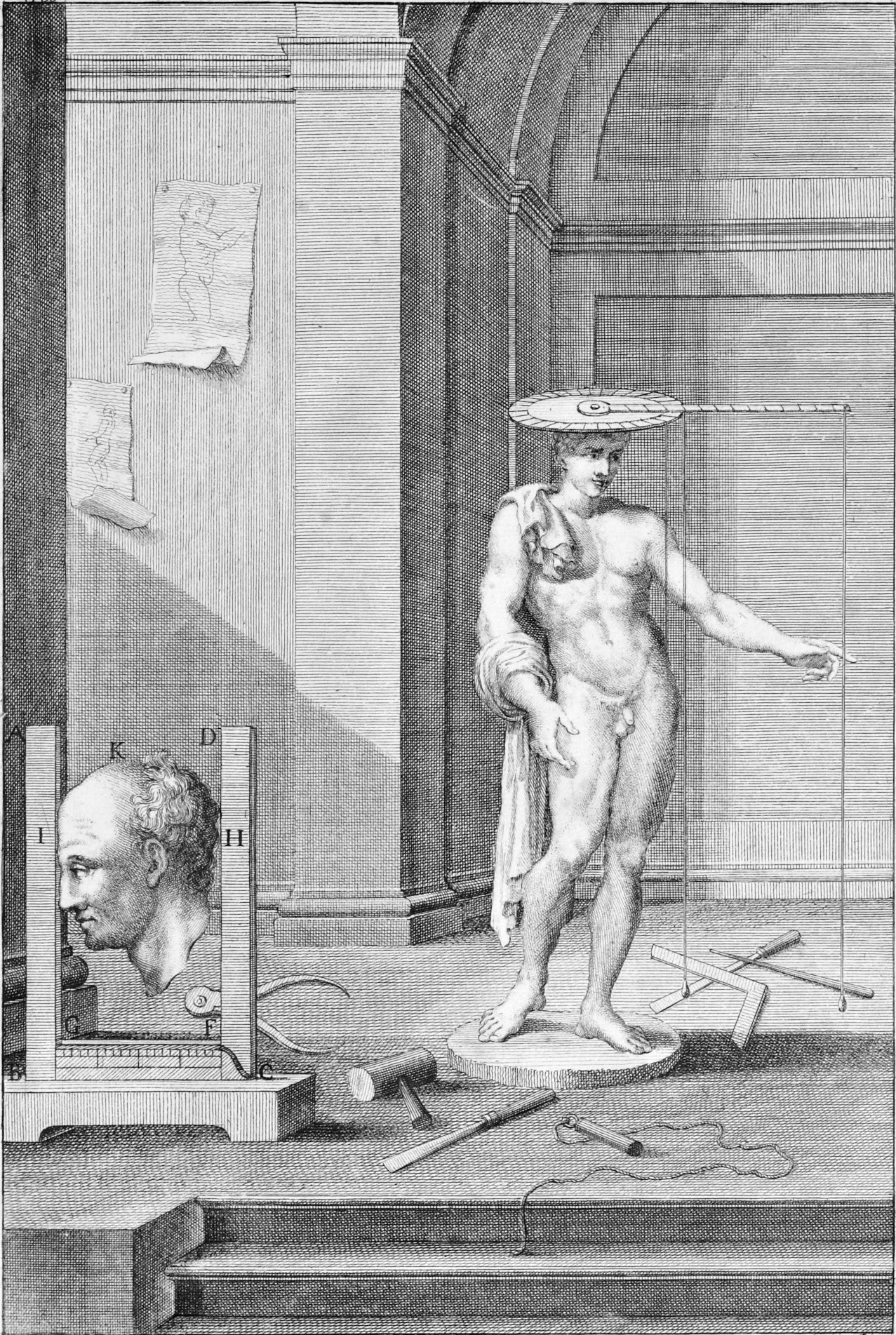
Ілюстрація з трактату Леона Баттісти Альберті Della architettura della pittura e della statua, видання 1782 року

Сучасна дослідниця Ліан Лефевр, не піддаючи сумніву справжність запису, відзначала, що її, швидше за все, відкрив невідомий читач через півтора століття, і в XVII-XVIII століттях це було єдине свідчення, яке проливає хоч якесь світло на проблему авторства. Версія авторства Ф. Колона стала з середини XVIII століття практично єдиною, хоча з кінця наступного, XIX століття, з'явилися сумніви в існуванні автора, який не залишив в історії літератури інших слідів. На той час було встановлено, що до 1500 року в Італії жило троє ченців-домініканців, які носили ім'я Франческо Колона. Найбільш повний обсяг біографічних даних про фігуру Франческо Колони-венеційця представлений в двотомнику «Біографія та праці» Марії Терези Казелли і Джованні Поцци, опублікованому в 1959 році. Авторитетні видання і дослідження «Гіпнеротомахіі» також не ставлять під сумнів цю версію.
Радянська дослідниця А. Хоментовська в своїх статтях, опублікованих у Франції в 1935-1936 роках, відстоювала версію авторства веронського гуманіста, друкаря й алхіміка Феліче Фелічано (1432-1480), причому головним аргументом були мовні особливості роману. Ця версія була спростована Бенедетто Кроче, який знайшов невідомий Хоментовській збірник робіт Фелічано 1474 роки, продемонструвавши, що його синтаксис і словник нічим не нагадують словник «Поліфіла». Крім того, Ф. Фелічано ніяк не був пов'язаний з будинком Альди та його оточенням.
У 1983 році Мауріціо Кальвезі висунув версію про авторство князя Франческо Колони з Палестрини (1453-1528), ґрунтуючись на його язичницьких інтересах (він був членом Римської академії Помпонія Лети) та явного зв'язку між храмом Фортуни Первородної, який Ф. Колона відреставрував, й архітектурою палацу, який з'являється на перших сторінках «Гіпнеротомахіі». Висувалася також версія про авторство Лоренцо Медічі Пишного.
Практично одночасно в 1996-1997 роках вийшли роботи Е. Крецулеску-Куаранта та Л. Лефевр, в яких доводиться авторство Леона Баттіста Альберті. Л. Лефевр зосередилася на літературних джерелах «Поліфіла» і виявила глибину літературних інтересів і пошуків Альберті. У цій версії знаходиться місце й поясненню мовної своєрідності роману. Виявилося також, що латинські і грецькі філологічні джерела для «Десяти книг про зодчество» і «Гіпнеротомахіі» ідентичні: обидва твори містять посилання на Арістотеля, Цезаря, Цицерона, Марціала й інших авторів. У романі багато прямих посилань до проектів Леона Батісти Альберті. Ґрунтуючись на схожих посиланнях, Дж. Пазетті запропонував на роль автора «Поліфіла» Піко делла Мірандола. На думку Ю. Патроннікової, головним недоліком цих та подібних версій є неучасть автора у виданні Альди Мануція. Сформована традиція називати автором Ф. Колона, при існуючому рівні розробки проблеми і відсутності джерел, не дозволяє уточнити, за цим прізвищем переховувався венеційський монах, правитель Палестріні або будь-яка інша особа.

## Мова та поетика

### Мова роману

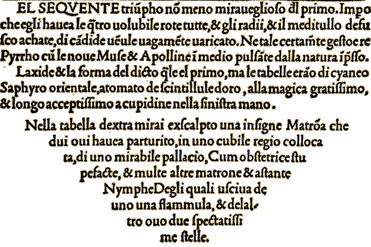
Приклад тексту роману

Видання «Поліфіла» припало на період, коли йшла інтенсивна боротьба між вольгаре й класичною латиною, насаджуваної гуманістами. Шарль Нодьє, виходячи з цього, припустив, що автор роману відмовився від звичайної мови з метою творити на тій «вченій мовою, де у нього не було ні зразків, ні наслідувачів і яка народжувалася під його пером завдяки його науковим заняттям та знайомству із старовинними книгами». Мову роману часто називають в літературі «макаронічною». Ще Леонардо Красса у вступі до книги стверджував, що для розуміння тексту необхідно, як мінімум, добре знати грецьку мову, латинь і тосканський діалект:
|  | ... Тільки мудрець зможе увійти в святилище, і ці речі не для народу, не для цитування на вулицях, вони йдуть із глибин філософії і від Муз, народжуються з новою витонченістю мови, яка заслуговує на подяку всіх високоосвічених людей ... |

За висловом Ю. Патроннікової, «по-справжньому непереборним мову Поліфіла роблять грецькі терміни», незважаючи на прагнення до вивчення грецької мови в середовищі гуманістів. Грецизми в лексиконі роману не обмежуються іменами й назвами, широко використовуються грецькі терміни для рослин, одягу й каменів. Текст роману містить безліч морфологічних і синтаксичних труднощів. Поцці й Казелла охарактеризували мовну концепцію роману «антидинамічною», через що речення складаються з «незліченних накладень». Структура фраз не відповідає конструкції «іменник — дієслово», безліч імен не узгоджуються з присудком, який відокремлений від підмету цілими підрядними фразами. Іменники й прикметники не відмінюються, на відміну від латинської, що призводить до ускладнень при читанні і перекладі. Л. Донаті в 1950 році стверджував, що ситуація ускладнюється великою кількістю орфографічних помилок.

### Любовно-романтична лінія

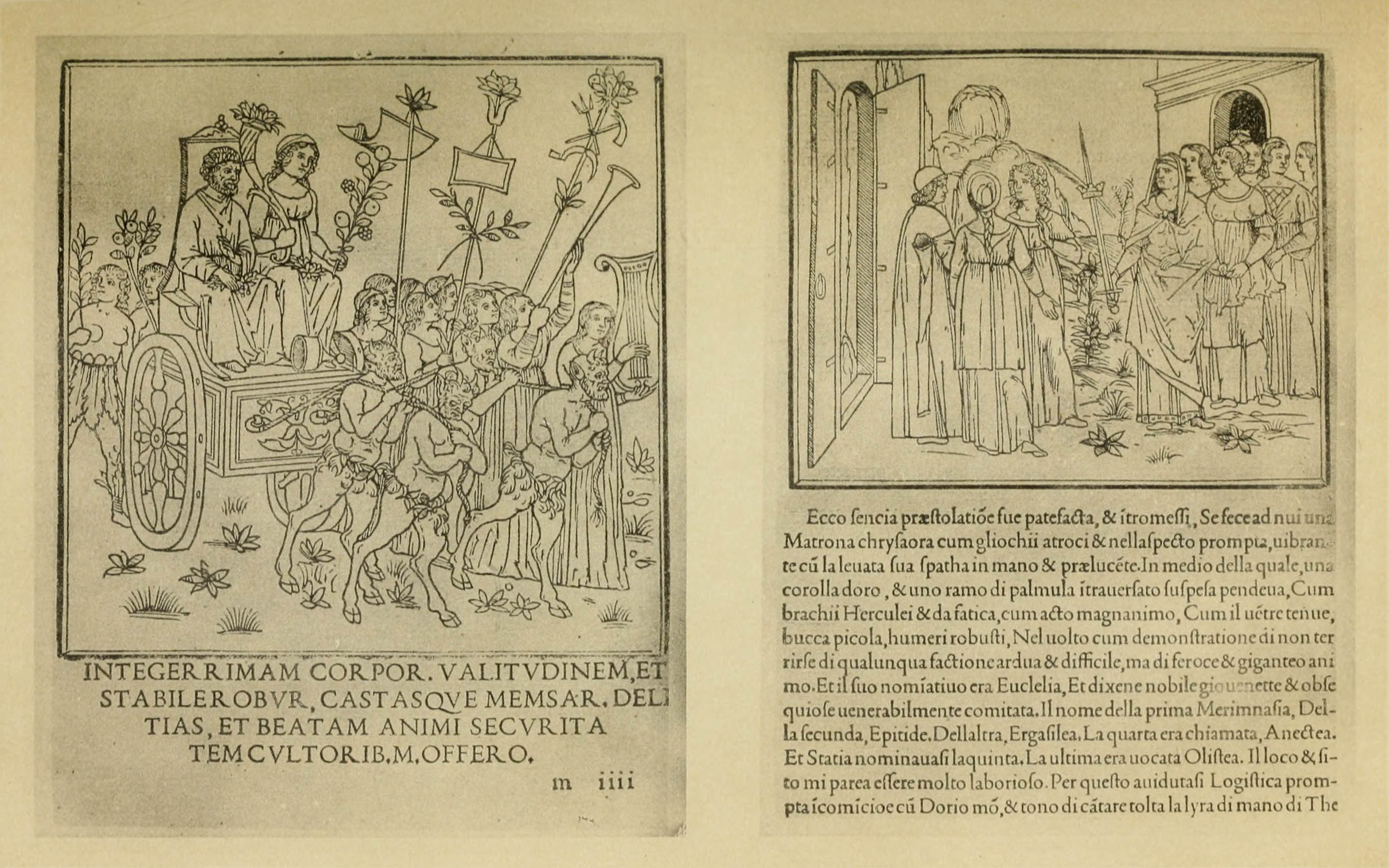
Розворот першого видання. На лівій сторінці зображення тріумфу Вертумна й Помони, а на правій — Поліфіл зустрічається з Евклелією (Вічним Блаженством) і отримує від неї корону й меч

Оскільки предметне поле «Любовного боріння уві сні ...» різнорідне й роман може бути прочитаний різними способами, дослідники вважають за краще розглядати його складові окремо. Згідно Ю. Патронніковою, в назву винесено любовна драма героя, тому роман повинен розглядатися в контексті ренесансних творів, присвячених драмі любові, і в першу чергу — лірики Поліціано. Конфлікт любові і внутрішньої свободи в «Поліфілі» подібний до конфлікту фортуни і чесноти поліціанових «Стансів на турнір». Образ Поліфіла також ріднить з героєм Поліціано відчуття втраченої через любов внутрішньої свободи, проте в «Стансах» Поліціано дія розгортається на тлі природи, роль якої в романі «Сон Полифила» виконують статичні архітектурні споруди, райські сади й острова, досконалість яких протистоїть душевній та емоційній дисгармонії героїв. Античний бог кохання являє при цьому неконтрольовану і заздрісну Фортуну, жертвою якої стали і Поліфіл, і сама Полія.
Полія в романі має риси середньовічної «прекрасної дами» (подібно до Беатріче та Лаурі), в романі присутні всі стандартні для куртуазної лірики елементи — момент першої зустрічі й розмови, поетизувані висловлювання головної героїні, процес служіння коханій. У лицарських романах присутні опису ступенів поклоніння Дамі, коли лицар повинен був ховатися, зітхати і нудитися, а потім благати про прихильність і визнання себе шанувальником; аналогічно й Поліфіл проводив дні й ночі під вікнами поліі, щоб хоча б добитися уваги коханої. Однак саме в цій лінії найяскравіше проявлена італійська традиція, в якій написаний роман: в першій книзі Полія представлена як спогад Поліфіла і як потік асоціацій, пов'язаних з переживанням пам'яті про неї. Полія персоніфікується тільки наприкінці першої третини роману (11-а глава) і відкриває себе Поліфілу в образі німфи, демонструючи божественні тріумфи любові в 14-му розділі. Образні метаморфози спрямовані на неможливість для читача провести чітку грань між божественним і людським. Поява Полії неодноразово порівнюється з божественною подією, але в одному місці, подібно Сімонетто Поліціано, вона демонструє свою людську сутність. Розповідь Поліі в другій книзі повністю проявляє її людське начало в історії «про найпрекрасніше та найнаещасніше кохання в світі».
Роман має форму одного великого міфу, що підкреслюється постійним порівнянням пережитих героями почуттів і станів, а також особистих якостей, з персонажами римської й грецької традиції («перелякана баченням цих подій, які вселяють страх більше, ніж жахливий образ Клітемнестри, яка озброєна зміями і палаючим вогнем, в момент її вбивства Орестом», «я згадала потім про бідолашну Філію, коли вона (була захоплена) сліпим коханням до запізнілого Демофона ... »). Об'єкти споглядання, які наповнюють роман, відверто ілюзорні, а міфологічна структура підсилює ефект відсторонення від історичної дійсності. Навіть пробудження Поліфіла в фіналі призводить до розуміння, що все описане було лише плодом його уяви, зруйноване першими сонячними променями.

### Філософське підґрунтя роману: візіонерство й неоплатонізм

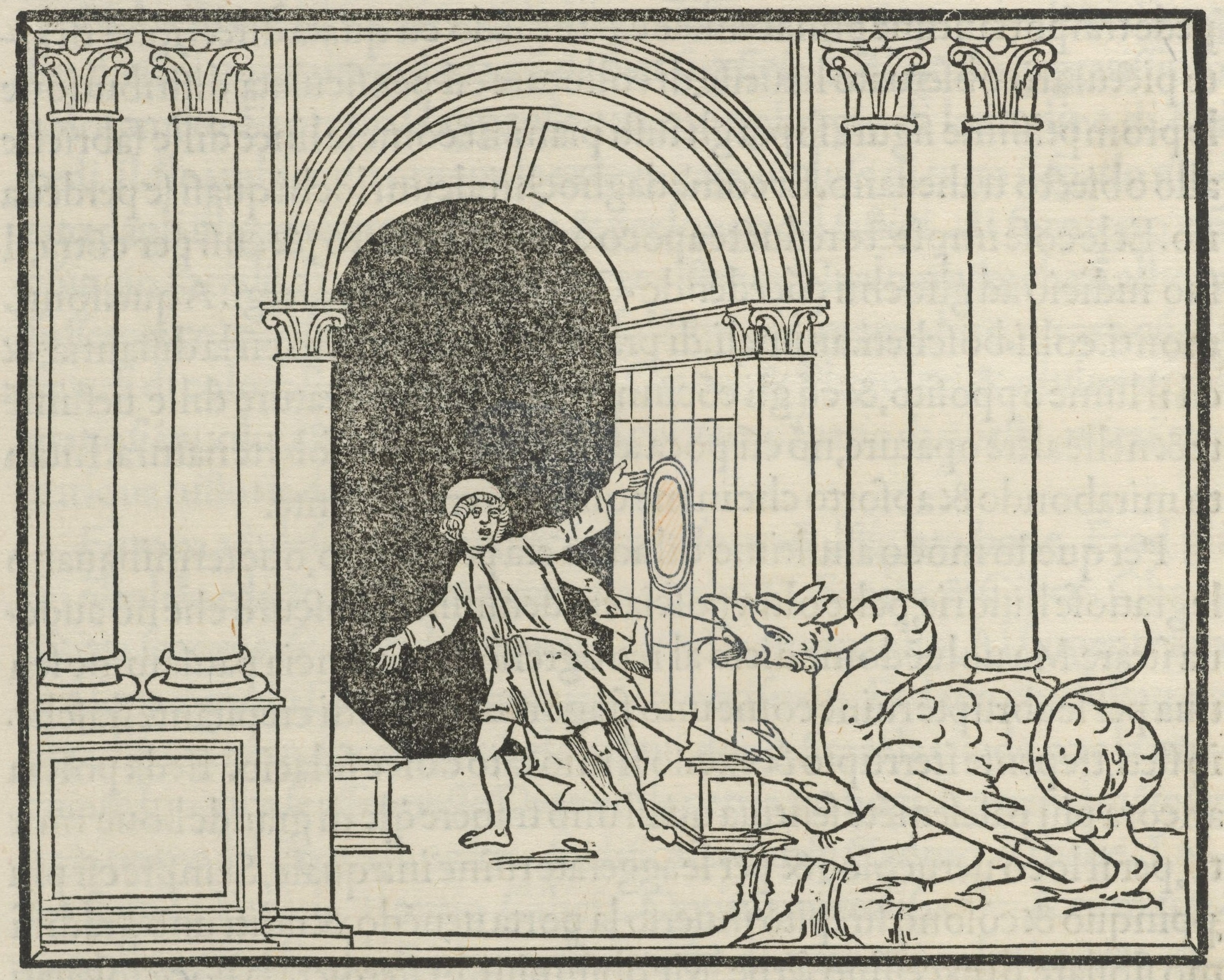
Поліфіл рятується від дракона. Ілюстрація до роману

Ще одним мотивом, винесеним у заголовок роману, є сон, в якому розгортаються основні події. Однак, на відміну від середньовічного жанру, змістовне наповнення «Гіпнеротомахіі» принципово інше. Твори в візіонерському жанрі наставляють свого читача через отримане від Бога одкровення, кінцевою метою якого є порятунок душі. З точки зору просторової структури будь-бачення — вертикаль «Земля - Небо», в той час як в романі вона замінюється горизонталлю «Я — далекий і широкий світ». Використання візіонерства дозволяє героям роману повністю розкріпачити думку та уяву в межах, яких не могли собі дозволити професійні філософи епохи Ренесансу. Саме візіонерство дозволяло розширити до меж філософський синкретизм, коли концепції Епікура і Лукреція вільно поєднувалися з ідеями Марсіліо Фічіно і Піко делла Мірандоли.
Змістовно змінюється й предмет бачення: наприклад, характерні для Середньовіччя картини пекла й страждань грішників зустрічаються в романі лише одного разу — на стелі зруйнованого Храму Поліандрія. Навіть вказівка на те, що Поліі давно немає в живих, з'являється в самій кінцівці роману, тоді як протягом усієї дії образ коханої Поліфіла взагалі позбавлений примарних рис. У той же час Л. Бенедетто і Д. Ньолі запропонували розглядати «Гіпнеротомахію» як свого роду другу «Божественну комедію», оскільки основним змістом роману є своєрідна мандрівка-сходження до Бога, тільки останній виявляється Любов'ю, якв все породжує, — Венерою. Л. Бенедетто стверджував, що при цьому можна використовувати трьохчастинну дантівську модель, бо уві сні є поділ на різні простору, а подорож Поліфіла є низкою випробувань на шляху посвячення Венері й майбутнього возз'єднання з Полією. Б. Соколов також вважав, що «рушійна сила сюжету в романі про Поліфіла близька до пошуків "любові, яка рухає сонце і світила", які становлять філософську основу "Божественної комедії"».

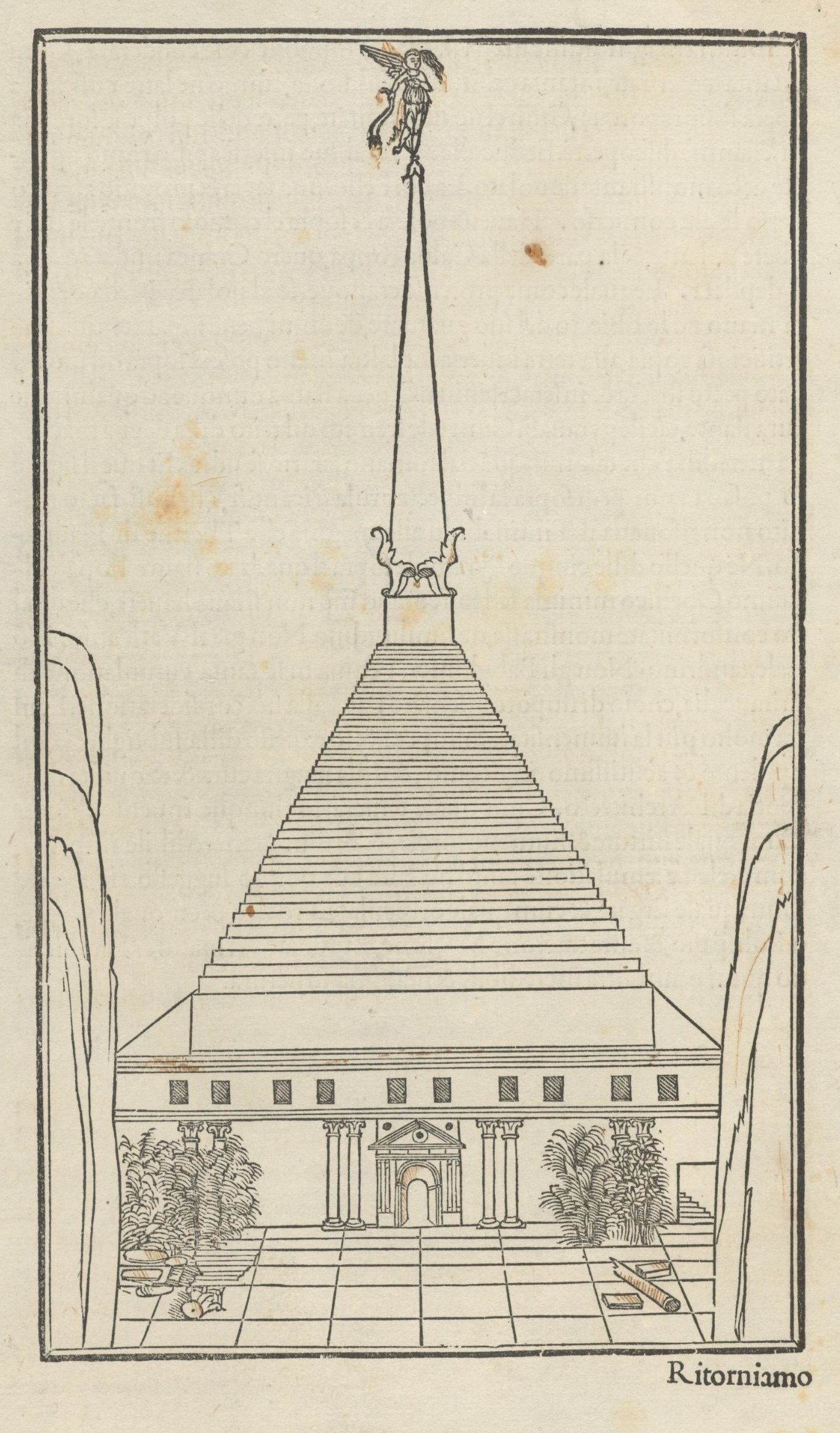
Храм-піраміда з обеліском, його підніжжя складено з 1410 ступенів. Ілюстрація до роману

При сутнісній відмінностіь язичницького по духу роману «Сон Поліфіла» та жанру християнських видінь, між ними існує багато спільних моментів. Сон у романі є формою ходіння в інший світ, який, правда, осмислюється не як потойбічний, а як інший земний світ. Вхід туди, проте, абсолютно в середньовічному дусі охороняється вовком і драконом, і сам герой легко губиться на стежках через дрімучі хащі, якіц приховують райські поля й острова. Важливою рисою зображень потойбічного виступає їх достаток різними задоволеннями; королівства і острова, куди потрапляє Поліфіл, мають багато спільного з утопією. Ця утопія, однак, своєрідна, оскільки сон переносить Поліфіла в міфічну старовину, й об'єктом його бачення стає детально досліджувана Античність, наповнена руїнами і вцілілими будівлями — єгипетськими, грецькими та римськими. У романі практично немає відсилань до сучасних для XV століття пам'ятників і творів мистецтва, натомість використовуються виписки з Плінія, які виступають пластичними образами. Найважливіші з них представлені в ілюстраціях.
Автор роману сприймав Античність з точки зору Ренесансу, заснованої на сумі попередніх традицій та особливо — середньовічної християнської традиції. Храм — ступінчаста піраміда, увінчана обеліском, яка позначала на початку роману усі мандри героя, поєднувала як елементи культури Стародавнього Єгипту (які мало впливали на візуальний образ античної архітектури), так і готичну спрямованість вгору, яка символізує в архітектурній вертикалі різке устремління до Бога Небесного. Л. Фірс-Девід стверджувала, що Античність для Полифила «просякнута християнським духом польоту в небесах».
Б. Соколов, який спеціально займався цією проблемою, вважав, що філософською основою «Любовного боріння ...» є неоплатонічне вчення про прагнення душі до пізнання ідей та вищого блага. У земному житті ці імпульси набувають форми любовних поривів, які призводять мудреця на шлях посвяти. Це ріднить задум «Гіпнеротомахіі» з «Золотим ослом» Апулея. В епізоді з купальнею німф — уособлень п'яти відчуттів, — коли Поліфіл виходить з купальні, німфи співають йому пісню, яка б відтворювала сюжет античного роману. Після цього герой натирається маззю, від якої приходить в любовно-пристрасну несамовитість: нездійсненне володіння призводить його до духовного піднесення.

### Ландшафт і архітектура в романі

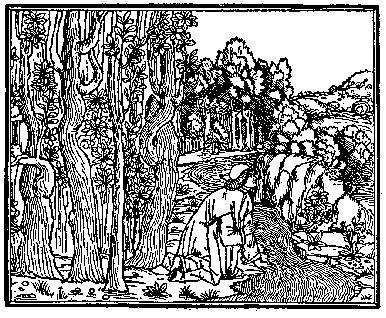
Поліфіл, який вийшов з Герцинськиого лісу, на березі струмка чує чарівну музику. Ілюстрація до роману

На час створення «Любовного боріння уві сні» важливою тенденцією італійської культури XV століття було відкриття двох взаємопов'язаних тем і конфлікту, який випливає звідси: між природною природою — місцем проживання «генія місця» — і постійно ускладненим образом обробленого, геометрично розрахованого саду. В античних текстах — перш за все «Листах» Плінія Молодшого — містилися обидва пейзажних образи, перевагу яким визначалося тільки особистим вибором письменника або художника. До «Листів про справи повсякденних» Петрарки сходила традиція філософського сприйняття природи і романтичної переваги дикої природи штучним спорудам. З іншого боку, реальні сади були власністю монастирів, замків та вілл і теж створювали своє літературнє відображення, як у Декамероні. У «Гіпнеротомахіі» шлях Поліфіла в новому світі розпочався в обстановці природних пейзажів, висхідних до античних буколіків. Після зустрічі з царицею Елевтерілідою Поліфіл споглядає регулярні сади, сплановані відповідно до символічного змісту, і так далі — аж до острова Кіфера. Ландшафтні сцени роману утворюють єдиний ряд, відповідний етапах посвяти героя.

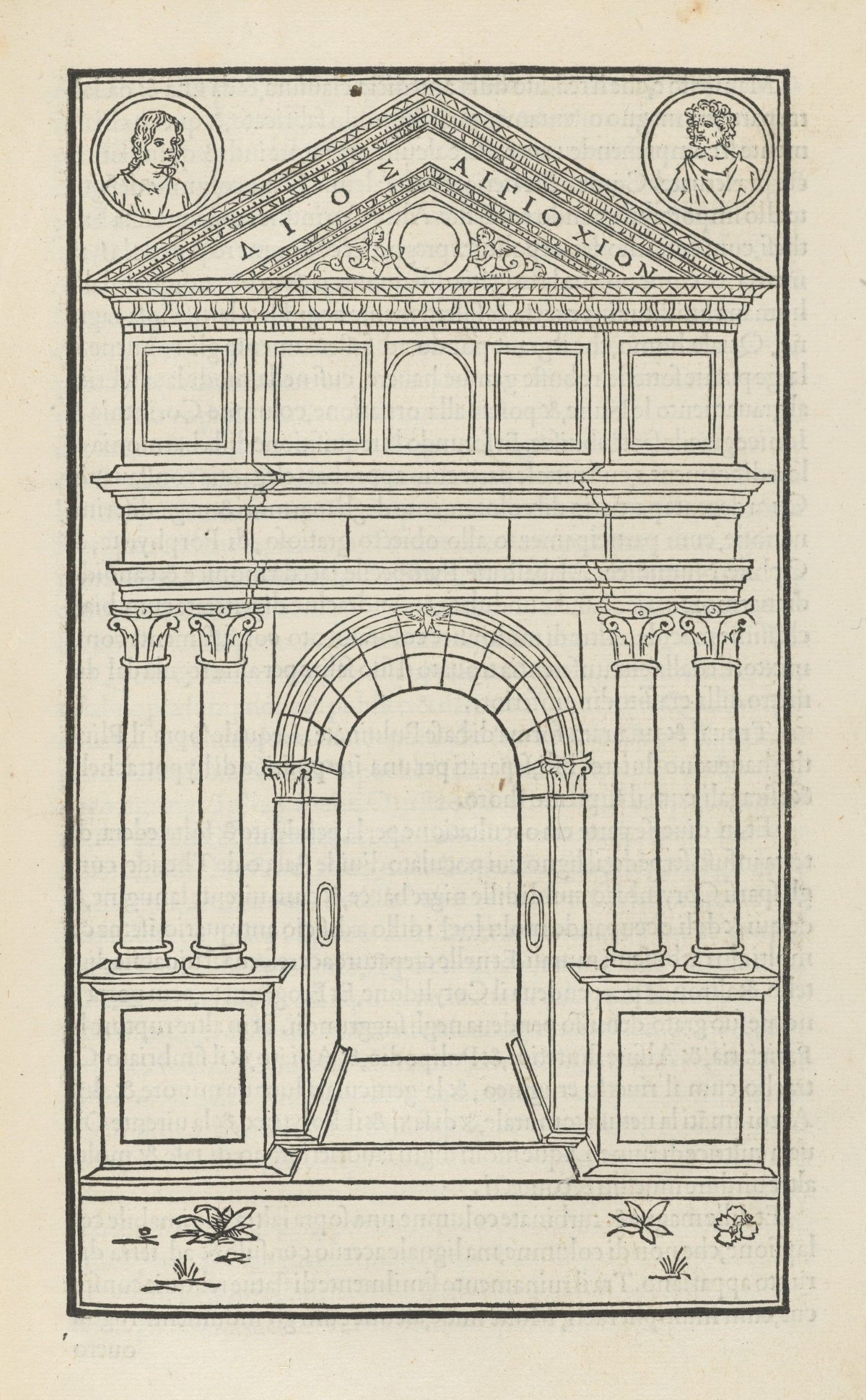
Портал храму. Ілюстрація до роману

Архітектурні пам'ятники в «Гіпнеротомахіі» так само, як і пейзажі, виставлені в ряд і відповідають психологічній драматургії роману. З краю дикої природи герой потрапляє в країну руїн, а далі — в гігантський храм, який є зовні пірамідою, а зсередини — лабіринтом. Третій етап сходження Поліфіла — два Храми Кохання, які більш відповідні людині. Четвертим етапом подорожі Поліфіла по архітектурним стилям — огляд острова Кіфера, який являє собою досконале коло, яке де середини займає відкритий амфітеатр, а кам'яні уступи чергуються з садами. Ідеалом автора, мабуть, був сад-храм, куполом якого було саме Небо. Кінцевою точкою архітектурного виміру роману є повне злиття споруди, саду та пейзажу.
Усі твори мистецтва, описані в романі, відрізняються вираженою пластичністю й абсолютно явно протиставляються символізму та ілюзорності середньовічного живопису. Фасади будівель прикрашені горельєфами, фонтани прикрашені статуями, скульптури встановлені на постаментах, в свою чергу прикрашених рельєфами, а шпилі будівель увінчані фігурами, які обертаються. Автор називає й основні художні властивості цих зображень «вишуканою майстерністю» та «точною подобою». В результаті роман у деяких фрагментах набуває вигляду допомоги по архітектурі з математичними розрахунками та зображенням механічних пристроїв, причому описаних досить точно й конкретно.
Античний світ автор «Поліфіла» сприймав забарвленим в інтенсивні тони. Всі описувані споруди замість штукатурки покриті яскравими та вишуканими матеріалами — кольоровими каменями, коралами, самоцвітами. Підлоги та склепіння храмів прикрашені кольоровою мозаїкою, кольори якої завжди яскраві та контрастні. Історики мистецтва Ренесансу знаходили відомі паралелі в описах з роману та реальними пам'ятками мистецтва другої половини XV століття, особливо Тулліо Ломбардо. У Венеції зберігся парний портрет подружжя його роботи, який надзвичайно нагадує опис надгробки Поліандрії. Іншими словами, в світі «Поліфіла» портрети є скульптурами, навіть коли в фіналі Венера вимагає зображення Поліі, на гравюрі воно постає у вигляді бюста, а не плоского портрета. Все це показує, що автор повністю йде зі сфери християнської культури та глибоко занурюється в античний язичницький світ.

### Ієрогліфи в романі

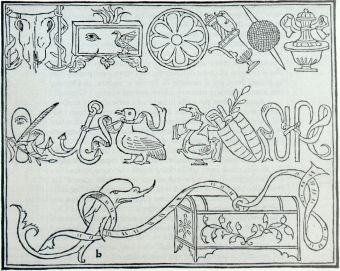
Ієрогліфи з першого видання роману

На думку Б. Соколова, при всьому інтересі Ренесансу до старовини, античні пам'ятники сприймалися як «рідна та зрозуміла спадщина», в той час як єгипетські «давали їжу для припущень, розшифровок та пошуків езотеричного знання». Тим не менше, в романі жодного разу не відтворювалися тлумачення Гораполлона, Фічіно або Аннія. Гравюри й описи дають читачеві — та самому Поліфілу — довгий ряд письмен, які він намагається прочитати. Б. Соколов виділив три основні варіанти ієрогліфічних об'єктів в романі:
1. Ребус (коли набір зображень розшифровується наведеною фразою);
2. Алегоричне зображення (жінка, що сидить на стільці половиною сідниці, з крилами і черепахою в руках, тлумачення: «стримувати поспішність сидінням, а повільність вставанням»);
3. Символічне зображення (три сфінкса, які підтримують обеліск Триєдинства, мають звірине, напівлюдських та людське обличчя в ознаменування перемоги людського початку над твариною).

Очевидно, що знаки, з якими мають справу читачі та герої «Поліфіла», — це нововинайдена мову символів, досить проста для розуміння комбінації предметів. Символи з книги явно розраховані на розуміння потенційного читача і розкриваються в міру читання, на відміну від символізму живопису Карло Крівеллі або символів Сієнського собору, де рукостискання лева і собаки взагалі не має переконливого тлумачення. Символи «Любовного боріння», згідно з думкою Б. Соколова, зробили великий внесок у розвиток культури алегоричного мислення та стояли біля витоків систематичної емблематики, яка розвинулася на півстоліття пізніше.

## Перше видання 1499 року

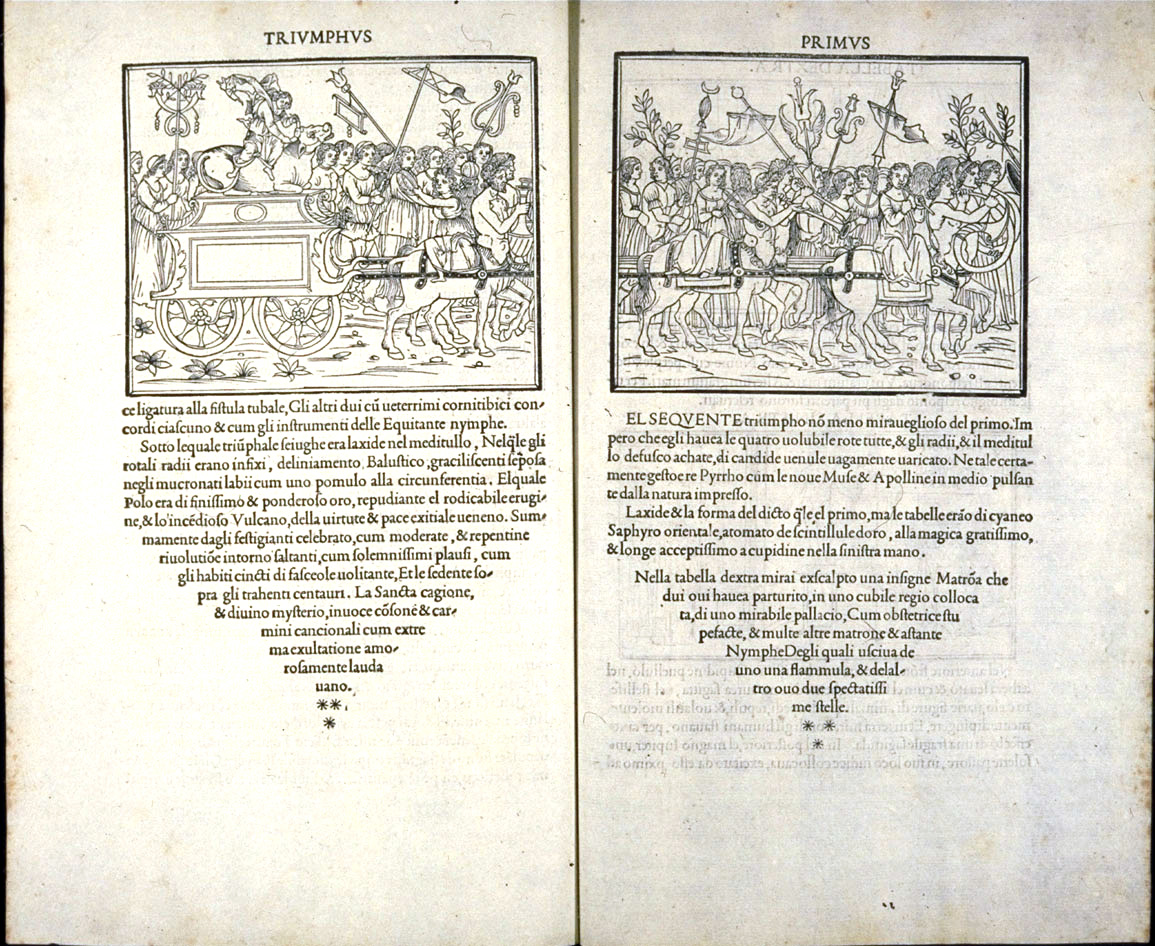
«Тріумфальний розворот» з послідовними ілюстраціями і набором тексту «косинкою». На ілюстрації — тріумф Європи; її колісниця запряжена шістьма кентаврами, двоє корінних сурмлять в буцини

Обставини друкування «Гіпнеротомахіі» Будинком Альда відомі досить погано, незважаючи на те, що це видання виділяється на тлі решти продукції друкарні Мануція. Всього Альдо Мануція створив за все життя 153 видання, але саме «Сон Поліфіла» стійко користувався гучною славою; дослідники можуть називати її не лише «найпрекраснішою» серед альдін, а й серед усіх друкованих книг італійського Ренесансу взагалі (останнє твердження міститься в каталозі пармского Музею Бодони). Спонукальним мотивом для незвичайного видання стала чумна епідемія в Венеції 1498 року від якої постраждала й друкарня Альда; друкареві довелося звертатися в Рим до Папи Олександра VI за субсидією. У процесі отримання матеріальної підтримки Альдо Мануцій познайомився з багатим любителем літератури Леонардо Крассо, який і володів рукописом «Поліфіла». Причини, за якими Альд погодився на друкування складного й нестандартного тексту, неясні й, мабуть, пов'язані з його фінансовими проблемами. Роботи велися з гарячковим поспіхом, роман вийшов у світ вже в грудні 1499 року причому величезним на ті часи тиражем — 500-600 примірників. Друкування було завершено протягом місяця; за словами В. Лазурского, Альд був зацікавлений у виконанні замовлення, оскільки цим виданням як би підводив підсумки всім досягненням друкарського мистецтва кінця XV століття. Відповідно, високою й була вартість готової книги — 1 дукат.
Перше видання «Поліфіла» включало 172 ілюстрації, виконаних у техніці обрізної ксилографії, і це було єдине ілюстроване видання, випущене друкарнею Альда. Ім'я художника абсолютно невідомо, його умовно називають «Майстром Поліфіла». Так само, як і у випадку з автором, не існує відомостей про інтелектуальне тло й можливі зв'язки художника. Висувалися найрізноманітніші версії, включаючи падуанського мініатюриста Бенедетто Бордоне, Рафаеля (якому на той час було 16 років), Андреа Мантенья, Джованні або Джентіле Белліні, і навіть самого ймовірного автора тексту — Франческо Колона (священик або правитель Палестріні).
Книжковий блок включав 234 листа (468 сторінок) in folio форматом 299×194 мм (співвідношення сторін 1:1,54). Вони зібрані в зошиті по 8 аркушів, забезпечених сигнатурою. Сторінки книги не пронумеровані, їх позначають, як і в рукописних книгах, буквеної сигнатурою зошити (a-y) і номером аркуша з позначенням лицьового або зворотного боку. Згідно Incunabula Short Title Catalogue, в державних бібліотеках і музеях по всьому світу збереглося близько 200 екземплярів «Гіпнеротомахії» різної комплектності та ступеня збереження.
Шрифт, яким був набраний текст «Сну Поліфіла», був остаточним варіантом антикви Франческо Гріффо, який розробляв шрифти для Будинку Альда того часу. Це був варіант шрифту, застосованого в книзі Бембо «Про Етне» (1496). З огляду на те, що відливання шрифту містили дефекти, а для об'ємного роману був потрібний більш місткий шрифт, він був розроблений заново й застосований у трьох книгах, які передували виходу «Поліфіла». Надалі «шрифт Поліфіла» став основним в друкарні Альда. Малі літери приблизно відповідають сучасному 16-пунктовому кеглю. Окрім цього, безпосередньо перед друком «Гіпнеротомахіі» Ф. Гріффо закінчив гравірування нового набору великих літер у двох розмірах. За малюнком і пропорціям він наближався до шрифтів давньоримської епіграфіки епохи так званого «епіграфічного ренесансу» (I-II ст.). Такими літерами було набрано другий титульний аркуш і 38 підзаголовків, скомпонованих у наслідування написів на тріумфальних арках. Ті ж великі літери використовувалися і в наборі тексту, гармонійно поєднуючись з малими. У першому ж титулі (він замінював обкладинку в умовах, коли друкарні продавали книги без палітурки) був застосований ще один алфавіт схожого малюнка, але 14-пунктового кегля.
|                              |
| Заголовок у формі медальйона |

|                                 |
| Заголовок у формі античної арки |

|                                             |
| Заголовок, який наслідує римську епіграфіку |

|                        |
| Перший титульний аркуш |

Оскільки Альд Мануцій не займався ілюстрованими виданнями, у випадку з «Поліфілом» він виступав тільки як друкар, виконувач чуже замовлення; хто саме вирішував найскладніші естетичні та технічні завдання — абсолютно невідомо. Вся книга набрана єдиним 16-пунктовим кеглем, усі заголовки й другий титульний аркуш віддруковані великими текстовими шрифтами, лише перший титул, колофон і список помічених помилок — тобто службові елементи — набрані більш дрібним шрифтом. Посвята Л. Крассо герцогу Урбінського поміщена на звороті титульного аркуша, текст на цій сторінці, як і на третьому аркуші, починається з відступу в округлу, рядки утворюють рівні краї смуг як праворуч, так і ліворуч. У віршованому тексті набір флаговий, тобто зберігається природна довжина рядків, а вирівнювання ведеться по лівому краю смуги.
Заголовки всіх 38 глав скомпоновані в формі блоків з втяжками на початку першого рядка, деяким з них надано форму чаші. Ініціали, з яких розпочинається текст кожного розділу, неоднакові за розмірами і характером прикрас (зазвичай в альдинах немає буквиць або для них залишено вільне місце, щоб замовник вписав від руки необхідне). Кількість рядків на текстовій смузі неоднакова — є розвороти, де на лівій сторінці 37 рядків, а на правій — 39, але є й випадок, коли на лівій сторінці 39 рядків, а на правій — лише 34. Кінцеві смуги набрані в формі «косинок», кораблів та чаш; є приклади «вазованого» набору, причому некінцевої смуги. Епітафія Полії набрана надзвичайно своєрідно, так що В. Лазурський порівнював її вільну композицію з експресивними шрифтовими рішеннями Аполлінера або Марінетті. Рядки тут не дотримуються звичайного віршованому набору «прапором», але й не «нанизані» на центральну вісь симетрії. Рядки химерно зміщені й створюють враження неврівноваженості та занепокоєння, висловлюючи сум'яття почуттів автора епітафії — Поліфіла. Цей експериментальний текст контрастує з завершальними словами Колофона — «у домі Альда Мануція з особливою ретельністю» (лат. in aedibus Aldi Manutii accuratissime).
Текст рясніє зображеннями різноманітних предметів з написаними на них записами єврейським, арабським, грецьким та латинськими алфавітами, трапляються й єгипетські ієрогліфи. Написи, стилізовані під старовину, можуть бути класифіковані за двома типами:
1. Написи, грубо гравіровані разом із зображенням вази або предмета старовини;
2. Написи, складені з друкарських літер й включені в ксилографичне зображення. Підписи набиралися літерами обох кеглів[75].

Ілюстрація до «Поліфіла» зазвичай укладені в рамки, але розміри їх найрізноманітніші. Є Повносторінкові (смугові) гравюри, на ¾ смуги, напівсмугові й на чверть сторінки, різноманітних розмірів та конфігурації. Іноді зустрічалися складні обрамлення або картини, скомпоновані внизу сторінок, як кадри фільму.
|                              |
| Вазовий набір з ілюстраціями |

|                                                    |
| Складна верстка в формі букви S. Емблеми без рамок |

|                                                         |
| Ксилографічне відтворення грецького й арабського тексту |

|                                      |
| Складна верстка смуги з медальйонами |

## Переклади. Культурний вплив

### До XX століття

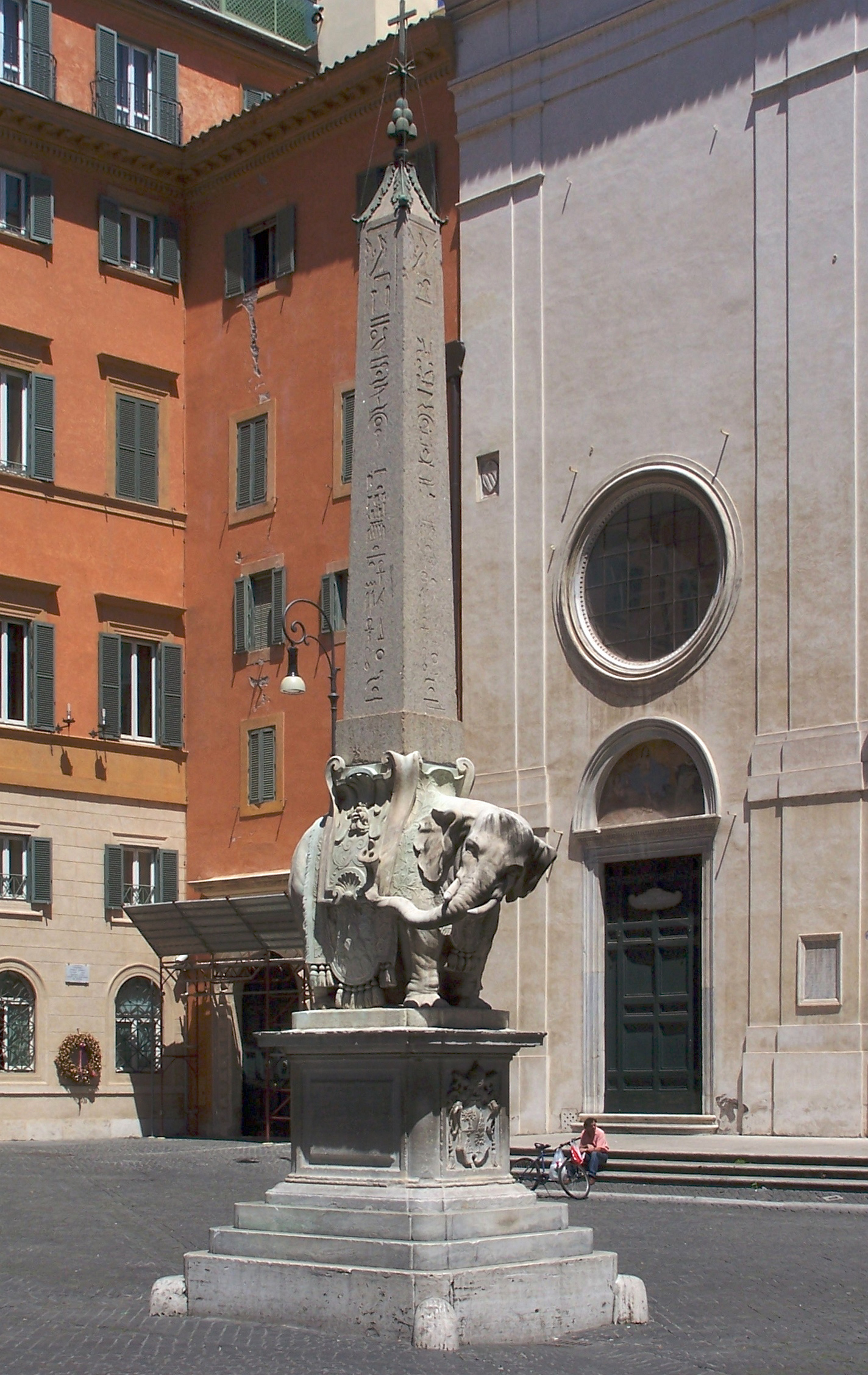
Статуя слона з обеліском на площі Мінерви. Рим. Робота Дж. Берніні, 1667

Перше видання книги розійшлося серед невеликого кола поціновувачів. Друге перевидання 1545 року з тими самими ілюстраціями виявилося останнім в Італії аж до другої половини XX століття. Складну мову й «темний» зміст перетворювали читання в «мандри по лабіринту розрізнених описів, пейзажів та любовних сцен», які приховували за собою якісь сутності. Франсуа Рабле, чиї описи Телемського абатства близькі до образів «Сну Поліфіла», так характеризував книгу:
|                                                    | «Зовсім інакше в минулі часи вчиняли єгипетські мудреці, які користувалися письменами та які вони називали ієрогліфами. У письменах цих ніхто нічого не розумів, розуміли тільки ті, які розуміли властивості, особливості й природу речей, знаки яких вони собою представляли. Гор-Аполлон написав про них по-грецьки дві книги, а ще докладніше на них зупинився в "Любовних сновидіннях" Поліфіл» |
| — Ґарґантюа та Пантаґрюель. Книга перша, глава IX. | |

.
Це ставлення залишилося пануючим в середовищі сучасників і наступних поколінь читачів. У Бібліотеці академії наук зберігся запис в екземплярі другого видання, що відноситься приблизно до XVII століття: «Сни алегоричні ..., в яких тлумачиться вище й найпрекрасніше мистецтво філософської герметичної природної архімагії, розуміння справжнього змісту панівних планет земних, і там тлумачиться й зустрічається безліч рослин і тварин ...». Як зауважив Е. Блант (1937), роман постраждав від того, що був занадто розкішно виданий й ілюстрований. Велеречивість описів й монологів викликала глузування Бальдазаре Кастільйоне, — представника зрілої літературної культури Італії XVI століття, в трактаті «Про придворного».
Настільки ж невелика значення «Гіпнеротомахіі» виявилося й для італійського мистецтва. За словами Б. Соколова, «хоча багато садових споруд епохи маньєризму мають схожість з образами "Любовного боріння", жодного прямого запозичення історикам довести не вдалося». У 1667 році Берніні встановив монумент на площі Мінерви в Римі, який зображує слона, який тримає на своїй спині давньоєгипетський обеліск. Замовлення на цей пам'ятник зробив філософськи освічений папа-єзуїт Олександр VII. У. Гекшер писав, що об'єктом натхнення скульптора, можливо, була гравюра, яка зображувала такий же пам'ятник в «Гіпнеротомахіі», однак він же відзначав, що схожі проекти можна було почерпнути з праць А. Кірхера.

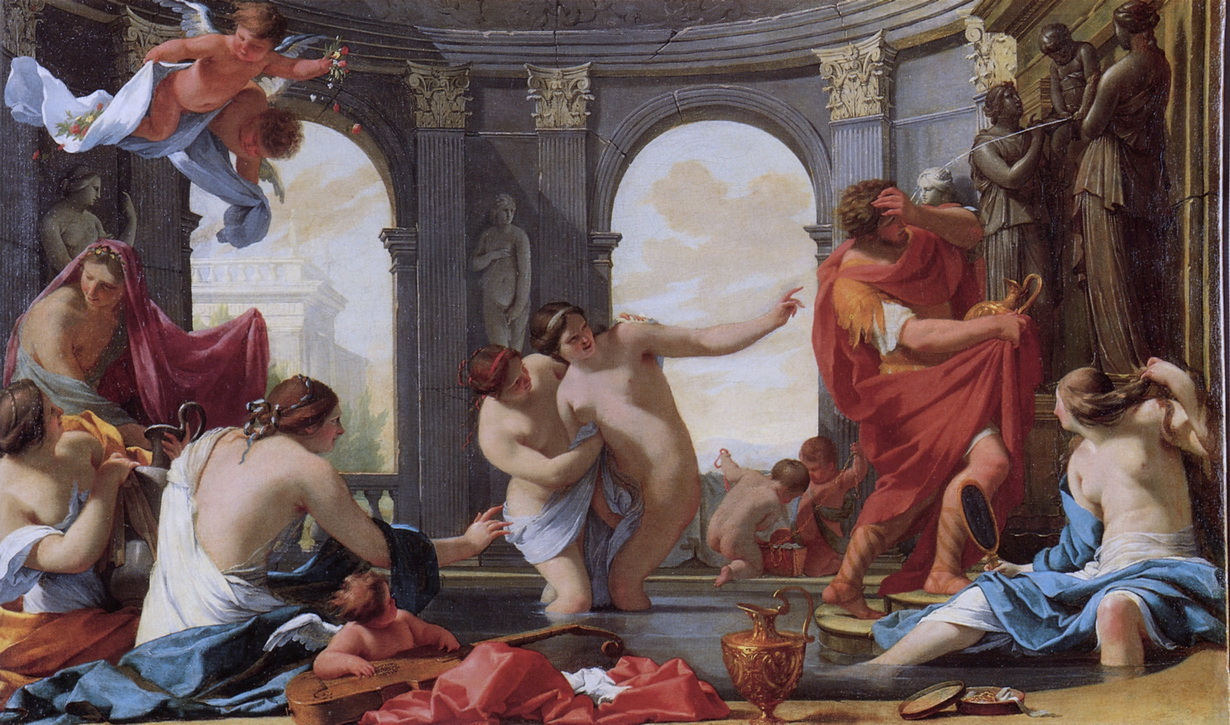
Есташ Лесюер. Поліфіл у купальні німф. Близько 1636—1644. Діжон, Музей Маньїн

Справжню популярність і певний вплив на подальший розвиток культури (включаючи загальноєвропейську) роман отримав у Франції. Мабуть, свою роль зіграла підвищена увага до італійській культурі гуманістичного двору Франциска I. Є відомості, що весільним подарунком його матері — Луїзи Савойської — став рукопис «Гіпнеротомахіі», розкішно переписаний близько 1510 року; в бібліотеці короля був й екземпляр оригінального видання. Не дивно, що через рік після другого Альдинського видання, з'явився французький переклад, виконаний «мальтійським кавалером» де Левонкуром; редактором видання виступив Жан Мартен. Це видання, доповнене новими, повністю оригінальними ілюстраціями та схемами (всього їх 12 і дві схеми), передруковувалося в 1554 і 1561 роках. На думку Ю. Патроннікової, французькі видання XVI століття за якістю перевершують оригінал: був згладжений схематизм Альдинських гравюр, зображення тіл персонажів стали витонченішими та реалістичнішими. У 1600 році переклад вийшов з алхімічних коментарем Бероальда де Вервіля під назвою фр. Le tableau de riches inventions couvertes du voile des feintes amoureuses, qui sont representées dans le Songe de Poliphile, devoilées des ombres du Songe et subtilement exposées par Béroalde de Verville, — «Огляд чудових винаходів, покритих вуаллю любовних масок, які представлені в „Сні Поліфіла“, позбавленого своїх тіней сну і тонко викритого Бероальдом де Вервілем». У своїх творах Бероальд де Вервіль розвивав тему символічної архітектури, і придумував палаци й зали, які нагадують описані в «Сні».

Антуан Ватто. Відплиття на острів Кіферу (1-й варіант), 1717, Париж, Лувр

На думку Б. Соколова, багато образів та ідей роману випередили свій час, тому його мотиви почали проявлятися у французькому мистецтві вже в XVII-XVIII століттях. У 1630-1640-і роки Есташ Лесюер створив три картини на сюжети «Сну Поліфіла», включаючи пригоди в купальні німф. Жан Лафонтен написав куртуазний путівник по Во-ле-Віконту, назвавши його, імітуючи роману, «Сон у Во». Архітектура колонади у Версалі, мабуть, створювалася під враженням від концентричних стін й пергол острова Кіфера. У XVIII столітті подорож на острів Кіферу стала звичним сюжетом французького живопису й літератури, і було реалізовано в живопису Ватто, а в літературі — в романі Поля Тальмана і його російської адаптації — «Езде в остров Любви» В. К. Тредіаковського. Вже на початку XIX століття Клод-Ніколя Леду відкрито обрав «Сон Поліфіла» зразком для своєї роботи, і багато креслень в трактаті «Архітектура, розглянута в ставленні до мистецтва, звичаїв і законодавства» (1804) варіювали форми роману, перш за все різні частини Храму сонця. Нові французькі переклади роману виходили в 1804 і 1883 роках, не рахуючи перевидань.
Англійський переклад роману був опублікований в 1592 році в Лондоні друкарнею Саймона Вотерсона під назвою «The Strife of Love in a Dream»; перекладач сховав свою персону під ініціалами «R. D.», імовірно, це був Роберт Даллінгтон. Переклад був присвячений серу Філіпу Сідні — одному з провідних поетів єлизаветинської епохи, — що вказувало й на високу якість перекладу. Однак на англійську мову було переведено близько третини оригінального тексту (16 глав), невисокою була й якість ілюстрацій. Він також залишився єдиним аж до кінця XX століття.

### Переклади другої половини XX — початку XXI століття
У 1968 році в Падуї вийшло перше наукове видання роману під редакцією Джованні Поцци і Лучії Чаппоні, перевидане з доповненнями в 1980 році. Автори не стали факсимільно відтворювати текст 1499 року, а підготували його набірний варіант з розстановкою сторінок й виправленою орфографією та пунктуацією, коментарі склали додатковий том. Великою перевагою даного видання фахівці називають дослідження літературних джерел «Гіпнеротомахії»: Дж. Поцці та Л. Чаппоні виявили 21 пасаж з Горація, 27 — з Катулла, 35 — з Марціала, 48 — з Гомера, 52 — з Цицерона, понад 500 — з «Природнича історія» Плінія, 19 посилань на Данте і 86 — на Боккаччо. У 1998 році йому на зміну було здійснено видання Марко Аріани та Міно Габріеле, опубліковане в Мілані. Видання 1968, 1980 та 1998 років різко оживили інтерес до роману в Італії та у всьому світі, а дослідницький апарат та супутні публікації вивели дослідження на новий філософський та історико-культурний рівень.
До 500-річчя роману в 1999 році був підготовлений науковий англійський переклад, здійснений фахівцем з містичних вчень Відродження, професором кафедри музики в Університеті Колгейт Джосліном Годвіном; дане видання переважно було засновано на коментарі й тексті Поцці та Чаппоні. У тому ж році вийшов іспанський переклад, здійснений Пілар Педраса. У 2006—2014 роках вийшли переклади роману нідерландською та німецьку мови. Також у 2015 році було опубліковано дослідження Анни Климкевич — професора Ягеллонського університету, в якому був поміщений переклад глав 1-4 на польську мову.
Повний російський переклад роману розпочав у 1997 році Борис Соколов. У 2013-2014 роках у журналі «Мистецтво» вийшли його переклади віршованої та прозової передмов роману, а також архітектурних описів з глав 6 та 8 (з пригодою Поліфіла в купальні). На сайті «Сади й час» розміщений переклад опису подорожі Полифила на острів Кіферу. Повний переклад передбачалося здійснити в двох томах, причому перший повинен був включати верстку тексту й ілюстрації в формі, максимально наближеній до видання 1499 року; другий том мав містити дослідження й коментар. Видання планувалося здійснити в 2016 році; але й до кінця 2017 року книга в світ ще не вийшла.

### В архітектурі, дизайні та популярній культурі

Один з видів на споруду в Скарцуоле

У 1958-1978 роках міланський архітектор Томмазо Буцці реалізував в долині Скарцуола поблизу Ассізі проект «архітектурної антології», побудованої в стилі неоманьєризмк, безпосередньо навіяну «Любовним борінням Поліфіла уві сні». Це палацово-парковий ансамбль з замком, театром, павільйонами і галереями, великим садом і «купальнею Венери», перебудований з покинутого монастиря, за переказами, заснованого ще Франциском Ассізьким.
Канадський архітектор мексиканського походження Альберто Перес-Гомес в 1992 році реалізував візуальний проект «Гіпнеротомахія Поліфіла як еротичну Епіфанію архітектури», який представляв собою сучасну інтерпретацію ренесансного роману, в передмові аналізувалися архітектурні проекти автора «Поліфіла». Інтерес до роману проявився й у творчості іспанського архітектора та дизайнера Естебана Алехандро Круса, який з 1996 року розпочав проект на стику архітектури, реставрації та пропаганди культурної спадщини, який здійснюється, переважно університетами Італії. Його інтерес до «Гіпнеротомахіі» проявився у виданих в 2006 і 2012 роках альбомах, в яких містяться візуальні реконструкції будівель та композицій, представлених в романі; в останньому з них близько 160 ілюстрацій.
У 2001 році американці Ієн Колдуелл та Дастін Томасон створили роман «Правило чотирьох», сюжет якого заснований на розгадки таємниці авторства та призначення «Гіпнеротомахії». У романі описано протистояння флорентійського гуманіста Франческо Колони та Джироламо Савонароли і детективна лінія за участю сучасних студентів-дослідників «Любовного боріння». Після декількох років розгляду в видавництвах, роман вийшов у світ у 2004 році і став бестселером, витримавши 11 додрукувань загальним тиражем 325 тисяч примірників. Критики відзначали, що роман відноситься до того ж жанру, що й «Код да Вінчі». «Правило чотирьох» виходило й російською мовою.

### Електронні копії видання 1499 року
- Hypnerotomachia Poliphili, Vbi Hvmana Omnia Non Nisi Somnivm Esse Docet. Atqve Obiter Plvrima Scitv Saneqvam Digna Commemorat. Wolfenbütteler Digitale Bibliothek. Архів оригіналу за 4 березня 2016. Процитовано 4 липня 2016.
- Hypnerotomachia Poliphili. Library of Congress, Rare Book and Special Coll. Div. «Rare Book Room» site. Архів оригіналу за 14 січня 2013. Процитовано 4 липня 2016.
- Hypnerotomachia Poliphili : ubi humana omnia non nisisomnium esse docet atque obiter plurima scitu sane quam digna commemorat. Boston Public Library (Rare Books Department) copy. archive.org. Процитовано 4 липня 2016.
- Hypnerotomachia Poliphili, ubi humana  omnia non nisi somnium esse docet. Atque  obiter plurima scitu sane quam digna  commemorat (PDF) (італ.). Progetto Manuzio. 2002. Архів оригіналу (PDF) за 9 жовтня 2019. Процитовано 4 липня 2016. (На основе издания Поцци и Чаппони 1980).

### Ілюстрації з французького видання 1546 року
- Hypnerotomachia Poliphili. Paris, 1546. Warburg Institute Iconographic Database. Архів оригіналу за 14 вересня 2016. Процитовано 4 липня 2016.
- Illustrations de Le Songe de Poliphile (фр.). Gallica: Bibliothèque nationale de France. Архів оригіналу за 12 червня 2018. Процитовано 4 липня 2016.

### Англійська переклад 1592 року
- Hypnerotomachia. London, 1592 (англ.). Da Capo Press. 1969. Процитовано 4 липня 2016.

### Французький переклад 1600 року
- Le tableau des riches inventions... qui sont représentées dans le songe de Poliphile. A Paris. Chez Matthieu Guillemot, au Palais en la gallerie des prisonniers. Avec privilege du Roy (фр.). Bibliothèques Virtuelles Humanistes. 1600. Архів оригіналу за 4 квітня 2016. Процитовано 4 липня 2016.

### Французький переклад 1811 року
- Songe de Poliphile. traduction par J. G. Legrand. Google books. Архів оригіналу за 20 серпня 2016. Процитовано 4 липня 2016.

### Матеріали й переклади
- Hypnerotomachia Poliphili. A Bibliography (англ.). 2000. Архів оригіналу за 20 липня 2018. Процитовано 7 липня 2016.
- Hypnerotomachia Poliphili. Book of the Month (англ.). GLASGOW UNIVERSITY LIBRARY SPECIAL COLLECTIONS DEPARTMENT. 2004. Архів оригіналу за 3 березня 2016. Процитовано 4 липня 2016.
- Hypnerotomachia Poliphili (фр.). LES LIVRES D’ARCHITECTURE. Архів оригіналу за 10 квітня 2017. Процитовано 4 липня 2016.
- Hypnerotomachia Poliphili. Venezia: Aldo Manuzio, dicembre 1499. Philobiblon. Архів оригіналу за 21 серпня 2016. Процитовано 6 липня 2016.
- The Hypnerotomachia Poliphili (англ.). Codex 99. 4 січня 2011. Архів оригіналу за 25 лютого 2021. Процитовано 6 липня 2016.
- Liane Lefaivre (1997). Hypnerotomachia Poliphili. Delft University of Technology and MIT Press. Архів оригіналу за 14 грудня 2012. Процитовано 4 липня 2016.
- Сергей Егоров. Замечания о шрифте и формате книги «Любовное борение во сне Полифила» (1499). Сады и время. Архів оригіналу за 17 вересня 2016. Процитовано 6 липня 2016.
- Б. М. Соколов. «Любовное борение во сне Полифила». Сайт «Сады и время». Архів оригіналу за 27 вересня 2018. Процитовано 4 липня 2016.